# Rhiannon Lassiter
Rhiannon Lassiter (* 1977 in London) ist eine britische Fantasy-Autorin. 

## Leben
Rhiannon wurde 1977 in London als älteste Tochter der Jugendbuchautorin Mary Hoffman geboren. Sie lebt und arbeitet in Oxford, wo sie an der Universität Oxford im Corpus Christi College Englische Literatur studierte. Sie schrieb ihren ersten Roman 2367 – Experiment Hex im Alter von 19. Sie schreibt Artikel und Rezensionen für den Armadillo-Verlag ihrer Mutter, eine Zeitschrift für Kinderbücher. Am liebsten liest und schreibt sie Fantasy und Science-Fiction.

## Werke
- 2367 Experiment Hex, 2000, ISBN 978-3-401-02134-8
- Dreamwalker, 2005, ISBN 978-3-7941-7023-4
- Böses Blut, 2008, ISBN 978-3-7941-7023-4
- Der 13.Gast, 2013, ISBN 978-3-596-85493-6